# ريك سميث (كاتب)
ريك سميث هو كاتب كندي، ولد في 1968 في كندا.